# Megaloceros cazioti
Cerf de Caziot
Espèce
Megaloceros cazioti, le Cerf de Caziot, est une espèce fossile de cervidés qui a vécu durant l'holocène.

## Résultat des fouilles
De nouvelles recherches ont eu lieu en 1998. Il y a eu des fouilles d’un gisement pléistocène (en Corse) qui ont permis de déterrer 344 restes de cervidés. Les dents de ces mégalocéros servent à la détermination spécifique de l’espèce. Les ossements proviennent soit d’un bloc de roche soit d’un moule argileux de décalcification de couleur rougeâtre.

## Description
Megaloceros cazioti a une portion basale de bois de massacre gauche. Son diamètre transverse est de 31 millimètres.
Détail des mesures prises sur les ossements retrouvés lors des fouilles :
| Diamètres :                             | taille moyenne en cm | tailles extrêmes | écart-type |
| --------------------------------------- | -------------------- | ---------------- | ---------- |
| transverse de l’épiphyse distale        | 43.33                | 40,08-45,07      | 2.01       |
| antéro-postérieur de l'épiphyse distale | 40.06                | 38,05-42,02      | 1.81       |
| transverse minimum de la diaphyse       | 23.95                | 21,03-26,01      | 1.49       |

| Diamètres                                 | taille moyenne en cm | tailles extrêmes | écart-type |
| transverse de l'épiphyse proximale        | 31.31                | 28,9-33,1        | 1.3        |
| ----------------------------------------- | -------------------- | ---------------- | ---------- |
| antéro-postérieur de l'épiphyse proximale | 22.18                | 20,8-24,4        | 1,03       |

| Diamètres :                       | taille moyenne en cm | tailles extrêmes | écart-type |
| --------------------------------- | -------------------- | ---------------- | ---------- |
| tranverse de l'épiphyse proximale | 44.68                | 43,1-45,6        | 0.78       |
| transverse de l'épiphyse distale  | 40.24                | 39,6-41,1        | 0.44       |

## Dénominations
Ce taxon porte en français le nom vernaculaire ou normalisé suivant : Cerf de Caziot,.

## Systématique
Le nom valide complet (avec auteur) de ce taxon est Megaloceros cazioti (Depéret, 1897).
L'espèce a été initialement classée dans le genre Cervus sous le protonyme Cervus cazioti Depéret, 1897.
Megaloceros cazioti a pour synonyme :
- Cervus cazioti Depéret, 1897

### Étymologie
Son épithète spécifique, cazioti, lui a été donnée en l'honneur du commandant Eugène Caziot (d) (1844-1931) qui a orienté l'auteur vers les grottes de Nonza en Corse où ont été découverts les restes fossiles. 

### Publication originale
- (en) Charles Depéret, « Étude de quelques gisements nouveaux de vertébrés pléistocènes de l'île de Corse », Annales de la Société linnéenne de Lyon, France, vol. 44,‎ 1897, p. 111-129 (lire en ligne, consulté le 12 juin 2025).